# Departamento de Tunuyán
Departamento de Tunuyán är en kommun i Argentina.   Den ligger i provinsen Mendoza, i den centrala delen av landet, 1 000 km väster om huvudstaden Buenos Aires. Antalet invånare är 42 125.
Trakten runt Departamento de Tunuyán består i huvudsak av gräsmarker. Runt Departamento de Tunuyán är det glesbefolkat, med 14 invånare per kvadratkilometer.